# إنيد باغنولد
إنيد ألجيرين باغنولد، (بالإنجليزية: Enid Algerine Bagnold) الحاصلة على رتبة الإمبراطورية البريطانية، (من مواليد 27 أكتوبر 1889 - والمُتوفاة في 31 مارس 1981) هي مؤلفة وكاتبة مسرحية بريطانية، اشتهرت بروايتها الوطنية مخمل قومي عام 1935.

## حياتها المُبكرة
وُلدت إنيد في روتشستر. وهي ابنة العقيد آرثر هنري باينولد وزوجته إثيل، وترعرعت أثناء طفولتها في جامايكا. التحقت إنيد بمدرسة الفنون في لندن، ثم عملت لصالح فرانك هاريس، الذي أصبح عشيقها.

## حياتها المهنية

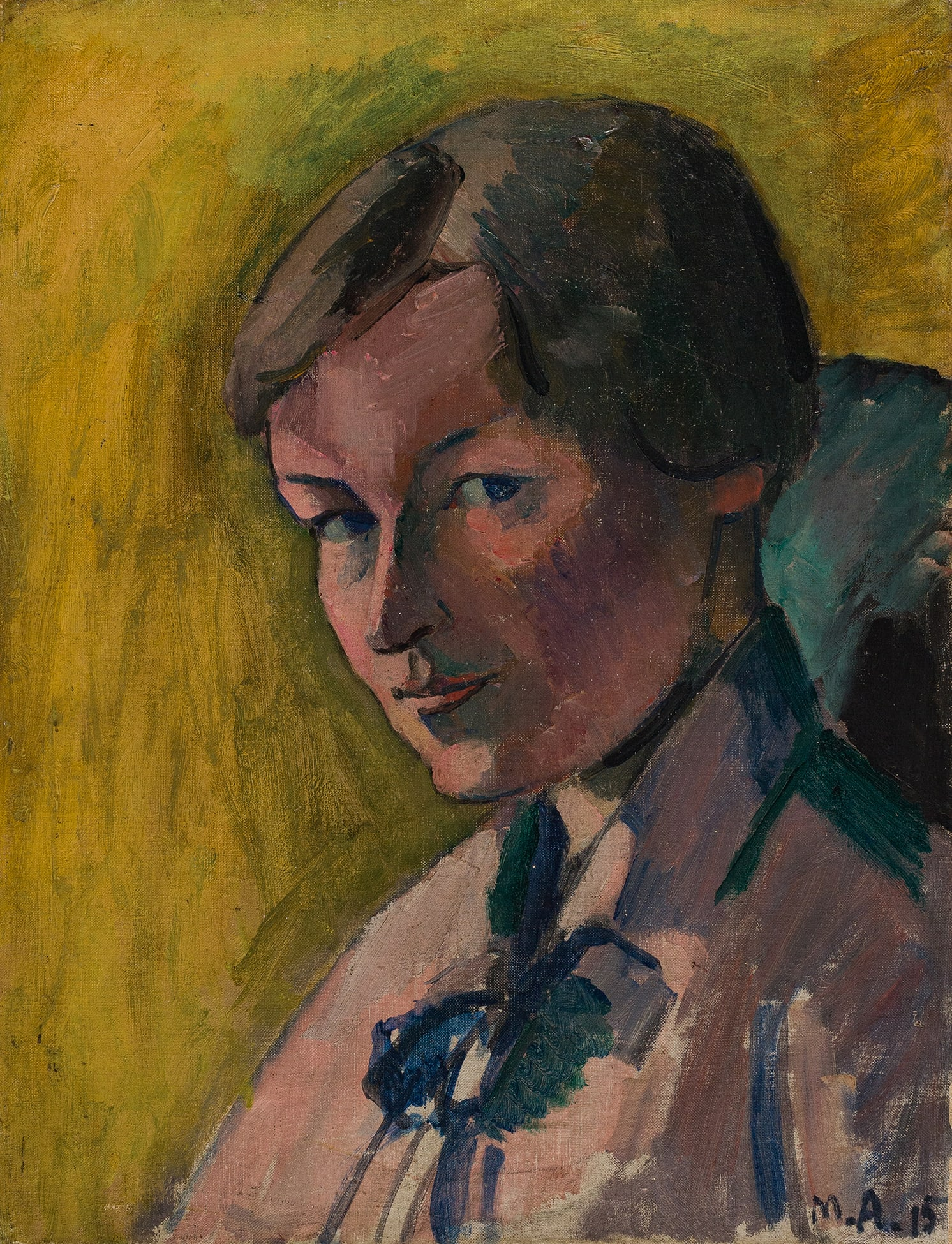
إنيد باغنولد في الـ25 من عمرها

عملت إنيد خلال الحرب العالمية الأولى كممرضة، وكتبت نقدًا لاذعًا لإدارة المستشفى مما تسبب في فصلها. عملت في فرنسا خلال ما تبقى من سنوات الحرب. وكتبت عن تجاربها في المستشفى في كتاب مذكرات دون تواريخ وعن تجربتها في العمل كسائقة في رواية الأجنبي السعيد.
في عام 1920، تزوجت من السير رودريك جونز، رئيس رويترز، لكنها استمرت في استخدام اسمها قبل الزواج في كتاباتها. عاش الزوجان في نورث إند هاوس بروتينغديان، بالقرب من برايتون، والتي كانت في السابق مسكن السير إدوارد بيرن جونز، وهو المكان الذي ألهمها لكتابة مسرحيتها حديقة الطباشير.
أنجب الزوجان أربعة أطفال. كانت حفيدتهم الكبرى سامانثا كاميرون، زوجة رئيس وزراء المملكة المتحدة السابق وزعيم حزب المحافظين ديفيد كاميرون.
خلال الحرب العالمية الثانية، أسس رالف باغنولد شقيق باغنولد مجموعة الصحراء الطويلة المدى، والتي كانت نواة القوة الجوية الخاصة.

## وفاتها
تُوفيت ميليسنت في روتينغديان في عام 1981، عن عمرٍ يناهز 92 عامًا، ودُفنت في فناء كنيسة مارغريت هناك.

## الجوائز
- جائزة مسرح الفنون لرواية فقراء يهوذا (1951)[11]
- جائزة ميدالية الاستحقاق لمسرحية حديقة الطباشير (1956)[11]
- جائزة أكاديمية الفنون والخطابات لمسرحية حديقة الطباشير (1956)[11]

## أعمالها
- يوميات بدون تواريخ (1917)
- السفن الشراعية وغيرها من القصائد (1918)
- الاجنبية السعيدة (1920)
- سيرينا بلانديش أو صعوبة الحصول على الزواج (1924)
- أليس وتوماس وجين (1930)
- المخملية الوطنية (1935)
- باب الحياة (1938)
- ذا سكوير (1938) ، أعيد نشره في 2013 من قبل بيرسيفوني بوكس
- لوتي دونداس (مسرحية 1943)
- مسرحيتان (1944)
- مسرح (1951)
- فقير يهوذا (مسرحية 1951)
- جيرتي (مسرحية 1952)
- رحلة البنات (1954)
- حديقة الطباشير (مسرحية 1955)
- النكتة الأخيرة (مسرحية 1960)
- رئيس الوزراء الصيني (مسرحية 1964)
- مسألة الجاذبية (مسرحية 1967)
- السيرة الذاتية (1969)
- أربع مسرحيات (1970)
- قصائد (1978)
- قصائد مبكرة (1987)

## روابط خارجية
- إنيد باغنولد على موقع IMDb (الإنجليزية)
- إنيد باغنولد على موقع الموسوعة البريطانية (الإنجليزية)
- إنيد باغنولد على موقع قاعدة بيانات برودواي على الإنترنت (الإنجليزية)
- إنيد باغنولد على موقع إن إن دي بي (الإنجليزية)
- إنيد باغنولد على موقع قاعدة بيانات الفيلم (الإنجليزية)
- A Diary Without Dates (1917) archived at the أرشيف الإنترنت
- Selected performances, Theatre Archive University of Bristol; accessed 28 September 2014.
- Some context of the interwar pony story in which Bagnold's National Velvet was conceived, jeunessejournal.com; accessed 28 September 2014.
- Profile, spartacus-educational.com; accessed 28 September 2014.